# Gare de Bonnemain
Gare de Bonnemain – przystanek kolejowy w Bonnemain, w departamencie Ille-et-Vilaine, w regionie Bretania, we Francji. Jest zarządzany przez SNCF (budynek dworca) i przez RFF (infrastruktura). 
Przystanek jest obsługiwany przez pociągi TER Bretagne. 

## Położenie
Znajduje się na linii Rennes – Saint-Malo, w km 422,840, na wysokości 66 m n.p.m., pomiędzy stacjami Combourg i Dol-de-Bretagne.

## Linie kolejowe
- Rennes – Saint-Malo